# Queyrac
Queyrac est une commune du Sud-Ouest de la France située dans le département de la Gironde (région Nouvelle-Aquitaine).
Ses habitants sont appelés les Queyracais et les Queyracaises.

## Géographie

### Localisation

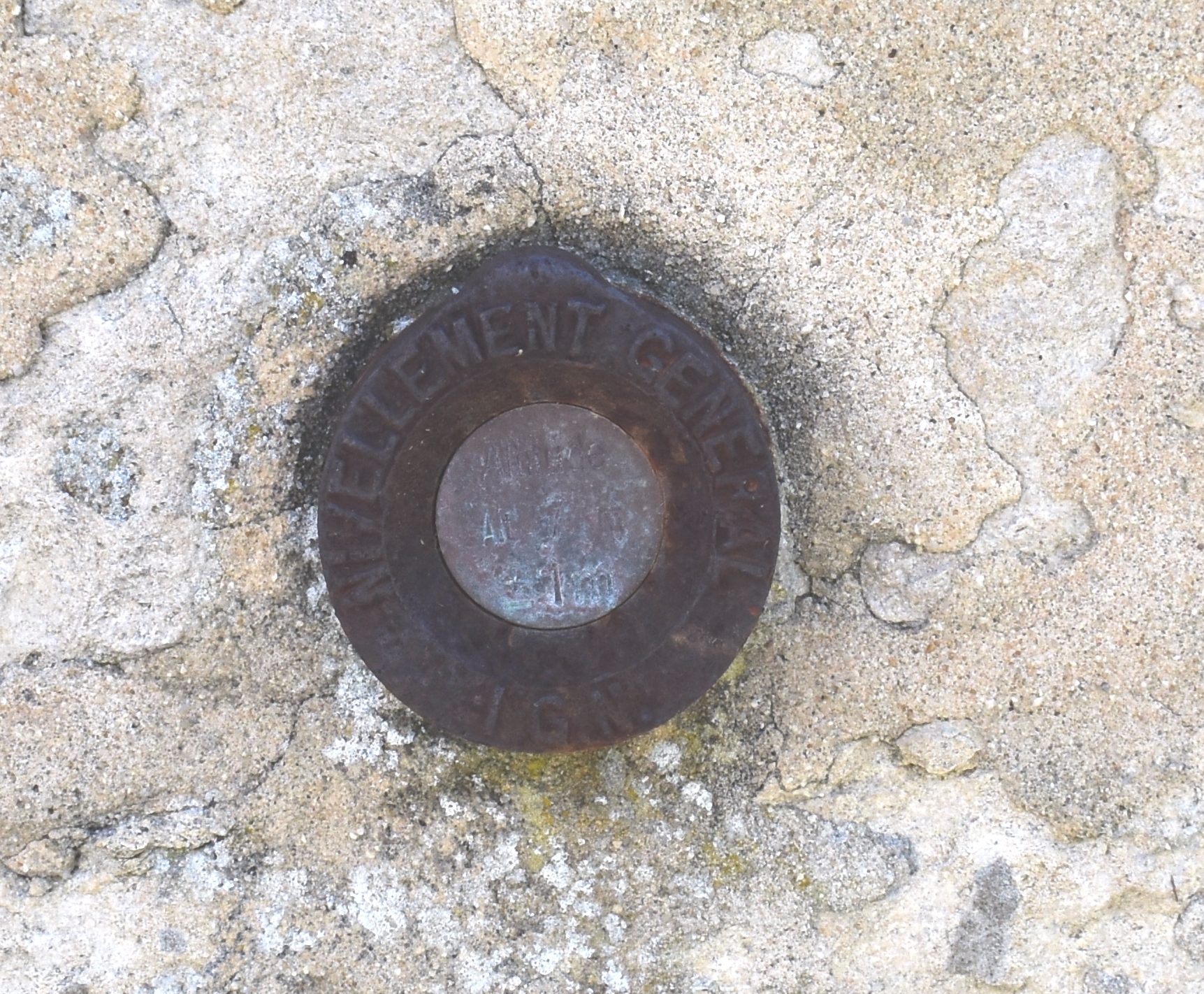
Borne de nivellement sur le mur de l'église- Altitude 7m.

Située dans le département de la Gironde (région de Nouvelle-Aquitaine), Queyrac est une commune du Médoc en plein cœur des vignes. La commune s'étend sur 30,7 km2, dont environ 180 hectares de vignes, et compte 1379 habitants en 2009. Queyrac est situé à 30 km au sud-est de Royan, la plus grande ville des environs. Situé à 10 mètres d'altitude, le ruisseau des Douze Pieds est le principal cours d'eau qui traverse la commune.

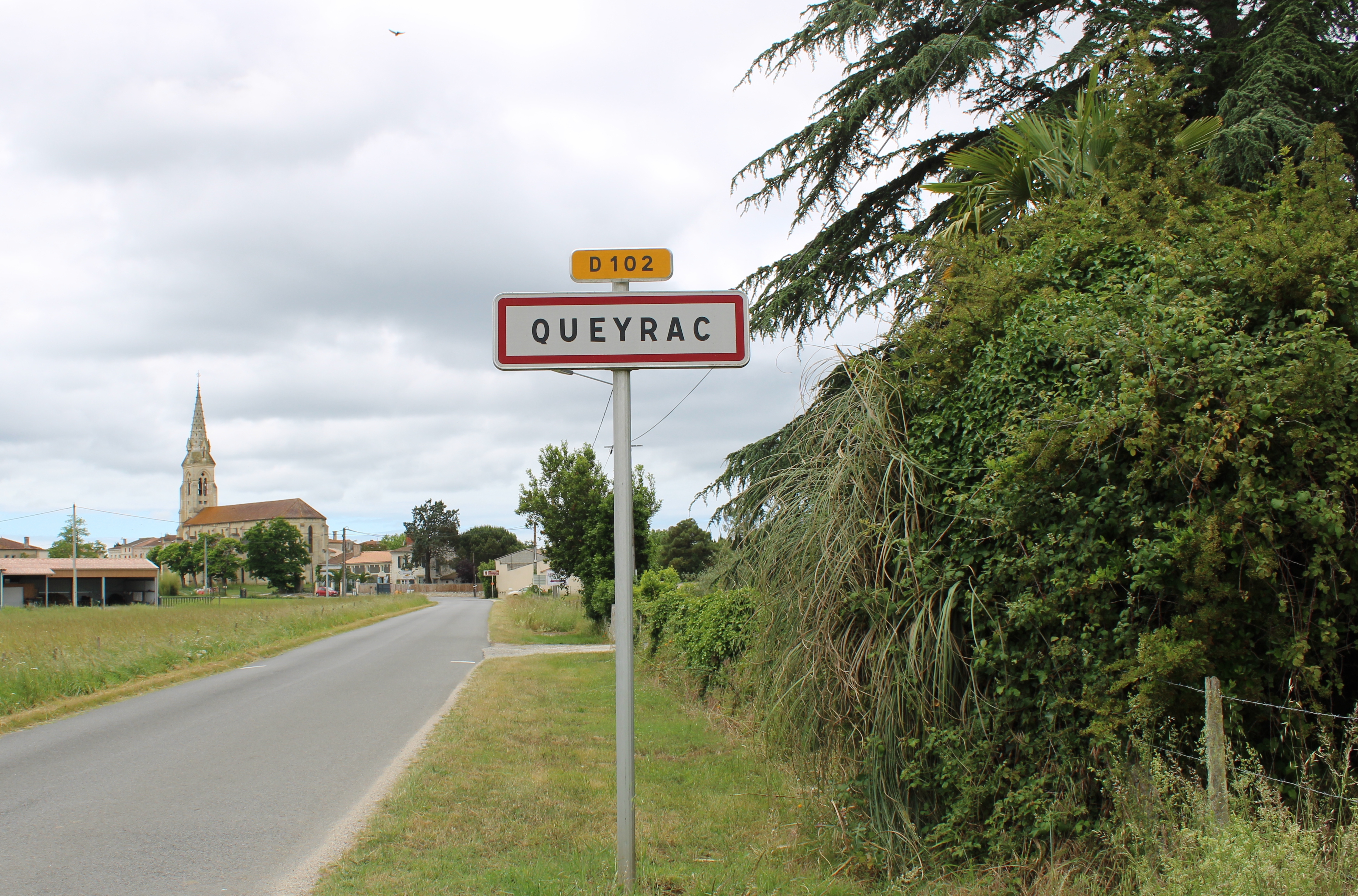
Entrée de la commune.

### Communes limitrophes
Les communes limitrophes sont Jau-Dignac-et-Loirac, Bégadan, Civrac-en-Médoc, Gaillan-en-Médoc, Vendays-Montalivet et Vensac.
| Vensac             | Jau-Dignac-et-Loirac |                 |
| Vendays-Montalivet | Queyrac              | Bégadan         |
|                    | Gaillan-en-Médoc     | Civrac-en-Médoc |

### Géologie
Les sols présentent vers l'Est et le Nord un plateau élevé sablo-graveleux et une plaine basse très fertile composée de marais desséchés ; vers l'Ouest, des terrains sablonneux, noirâtres assez fertiles. Le sous-sol est varié : sable, graves, alios et argile vers le Nord ; calcaire au Sud du côté de Lescapon.

### Climat
Pour des articles plus généraux, voir Climat de la Nouvelle-Aquitaine et Climat de la Gironde.
Historiquement, la commune est exposée à un climat océanique aquitain.  
En 2020, Météo-France publie une typologie des climats de la France métropolitaine dans laquelle la commune est exposée à un climat océanique et est dans la région climatique  Littoral charentais et aquitain, caractérisée par une pluviométrie élevée en automne et en hiver, un bon ensoleillement, des hiver doux (6,5 °C), soumis à la brise de mer.
Pour la période 1971-2000, la température annuelle moyenne est de 13 °C, avec une amplitude thermique annuelle de 13,9 °C. Le cumul annuel moyen de précipitations est de 898 mm, avec 12,4 jours de précipitations en janvier et 6,5 jours en juillet. Pour la période 1991-2020, la température moyenne annuelle observée sur la station météorologique la plus proche, située sur la commune de Vensac à 6,33 km à vol d'oiseau, est de 13,4 °C et le cumul annuel moyen de précipitations est de 921,5 mm,. Pour l'avenir, les paramètres climatiques de la commune estimés pour 2050 selon différents scénarios d’émission de gaz à effet de serre sont consultables sur un site dédié publié par Météo-France en novembre 2022.

## Urbanisme

### Typologie
Au 1er janvier 2024, Queyrac est catégorisée commune rurale à habitat dispersé, selon la nouvelle grille communale de densité à sept niveaux définie par l'Insee en 2022.
Elle est située hors unité urbaine. Par ailleurs la commune fait partie de l'aire d'attraction de Lesparre-Médoc, dont elle est une commune de la couronne,. Cette aire, qui regroupe 12 communes, est catégorisée dans les aires de moins de 50 000 habitants,.

### Occupation des sols

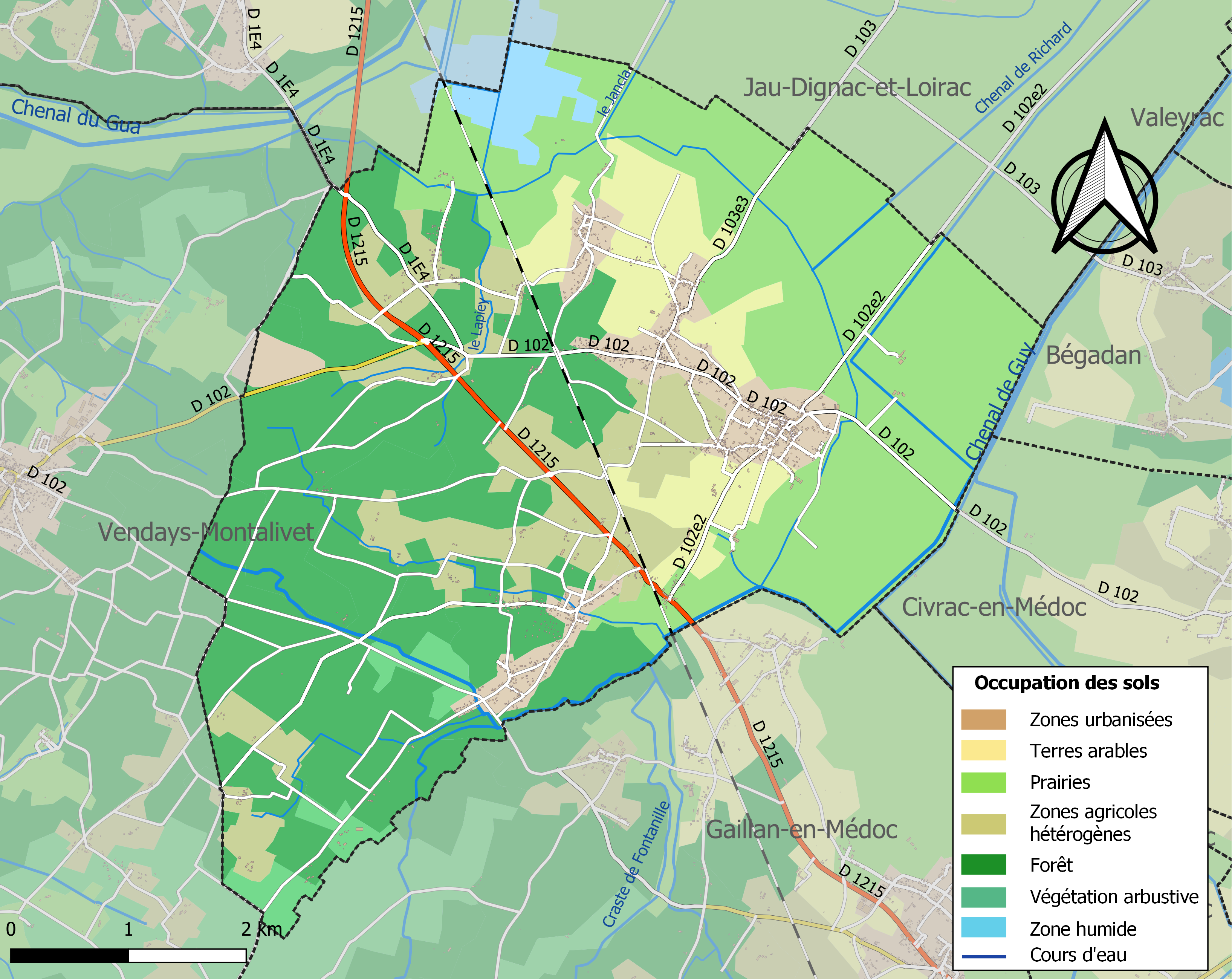
Carte des infrastructures et de l'occupation des sols de la commune en 2018 (CLC).

L'occupation des sols de la commune, telle qu'elle ressort de la base de données européenne d’occupation biophysique des sols Corine Land Cover (CLC), est marquée par l'importance des territoires agricoles (52 % en 2018), en diminution par rapport à 1990 (61,8 %). La répartition détaillée en 2018 est la suivante :
forêts (36,8 %), prairies (31 %), zones agricoles hétérogènes (13,4 %), cultures permanentes (7,6 %), zones urbanisées (6,2 %), milieux à végétation arbustive et/ou herbacée (2,4 %), zones humides côtières (1,9 %), mines, décharges et chantiers (0,7 %). L'évolution de l’occupation des sols de la commune et de ses infrastructures peut être observée sur les différentes représentations cartographiques du territoire : la carte de Cassini (XVIIIe siècle), la carte d'état-major (1820-1866) et les cartes ou photos aériennes de l'IGN pour la période actuelle (1950 à aujourd'hui).

### Risques majeurs
Le territoire de la commune de Queyrac est vulnérable à différents aléas naturels : météorologiques (tempête, orage, neige, grand froid, canicule ou sécheresse), inondations, feux de forêts et séisme (sismicité très faible). Un site publié par le BRGM permet d'évaluer simplement et rapidement les risques d'un bien localisé soit par son adresse soit par le numéro de sa parcelle.
Certaines parties du territoire communal sont susceptibles d’être affectées par le risque d’inondation par débordement de cours d'eau, notamment le Petit chenal de Guy. La commune a été reconnue en état de catastrophe naturelle au titre des dommages causés par les inondations et coulées de boue survenues en 1982, 1999 et 2009,.
Queyrac est exposée au risque de feu de forêt. Depuis le 20 avril 2016, les départements de la Gironde, des Landes et de Lot-et-Garonne disposent d’un règlement interdépartemental de protection de la forêt contre les incendies. Ce règlement vise à mieux prévenir les incendies de forêt, à faciliter les interventions des services et à limiter les conséquences, que ce soit par le débroussaillement, la limitation de l’apport du feu ou la réglementation des activités en forêt. Il définit en particulier cinq niveaux de vigilance croissants auxquels sont associés différentes mesures,.

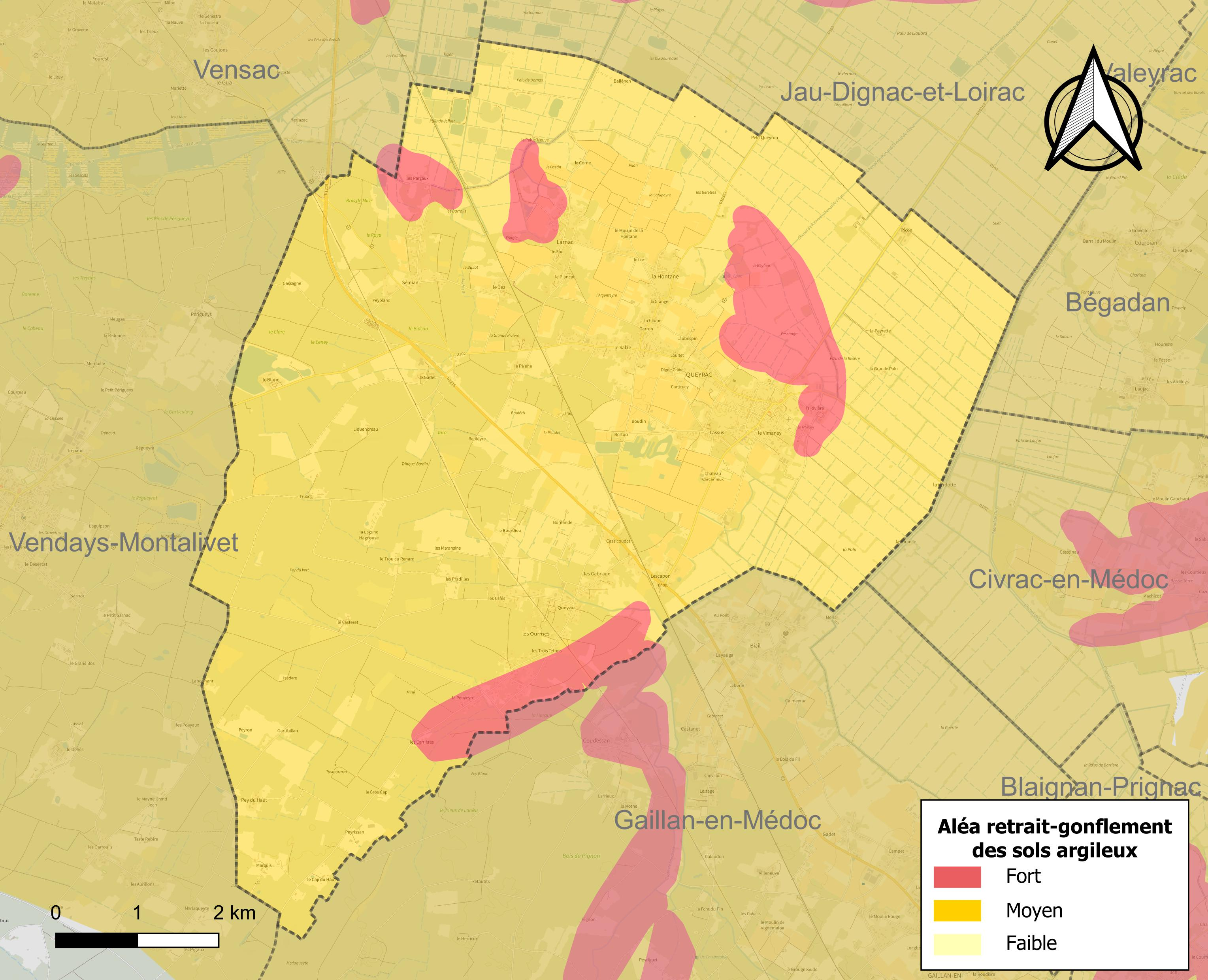
Carte des zones d'aléa retrait-gonflement des sols argileux de Queyrac.

Le retrait-gonflement des sols argileux est susceptible d'engendrer des dommages importants aux bâtiments en cas d’alternance de périodes de sécheresse et de pluie. La totalité de la commune est en aléa moyen ou fort (67,4 % au niveau départemental et 48,5 % au niveau national). Sur les 858 bâtiments dénombrés sur la commune en 2019, 858 sont en aléa moyen ou fort, soit 100 %, à comparer aux 84 % au niveau départemental et 54 % au niveau national. Une cartographie de l'exposition du territoire national au retrait gonflement des sols argileux est disponible sur le site du BRGM,.
Par ailleurs, afin de mieux appréhender le risque d’affaissement de terrain, l'inventaire national des cavités souterraines permet de localiser celles situées sur la commune.
Concernant les mouvements de terrains, la commune a été reconnue en état de catastrophe naturelle au titre des dommages causés par la sécheresse en 2005, 2010 et 2012 et par des mouvements de terrain en 1999.

## Toponymie
Le nom de la localité remonte à un type toponymique *CARIACU, issu du gaulois *Cariacon, nom de domaine en -acon, suffixe précédé du nom du propriétaire Carios (ou Carius), anthroponyme gaulois.
Homonymie avec Cayrac, etc.

## Histoire
L'origine de la commune semble fort ancienne. Non seulement des documents du XIIIe siècle attestent son existence; mais encore des sarcophages du VIe siècle ont été découverts sur la place du bourg. On rapporte que dans l'ancienne église, aujourd'hui disparue, s'élevait une statue de Charlemagne. Au XVIIe siècle, des Flamands entreprennent l'assèchement du marais de Queyrac. Jusqu'alors, l'atmosphère de ces terres marécageuses était pestilentielle et les habitants souffraient d'une maladie fort répandue dans la région, la « Médoquine » (sans doute une sorte de malaria). Son église de construction récente, fin XIXe siècle, est venue remplacer une construction romane datant du XIIe siècle qui fut démolie et dont les pierres ont servi en partie à la reconstruction de celle que nous voyons aujourd'hui, sous la direction de l'architecte Bonnore, commencée en 1896, elle fut inaugurée en avril 1901. Sa silhouette caractéristique domine les vignobles environnants où mûrissent les cépages nobles du Médoc.

## Politique et administration

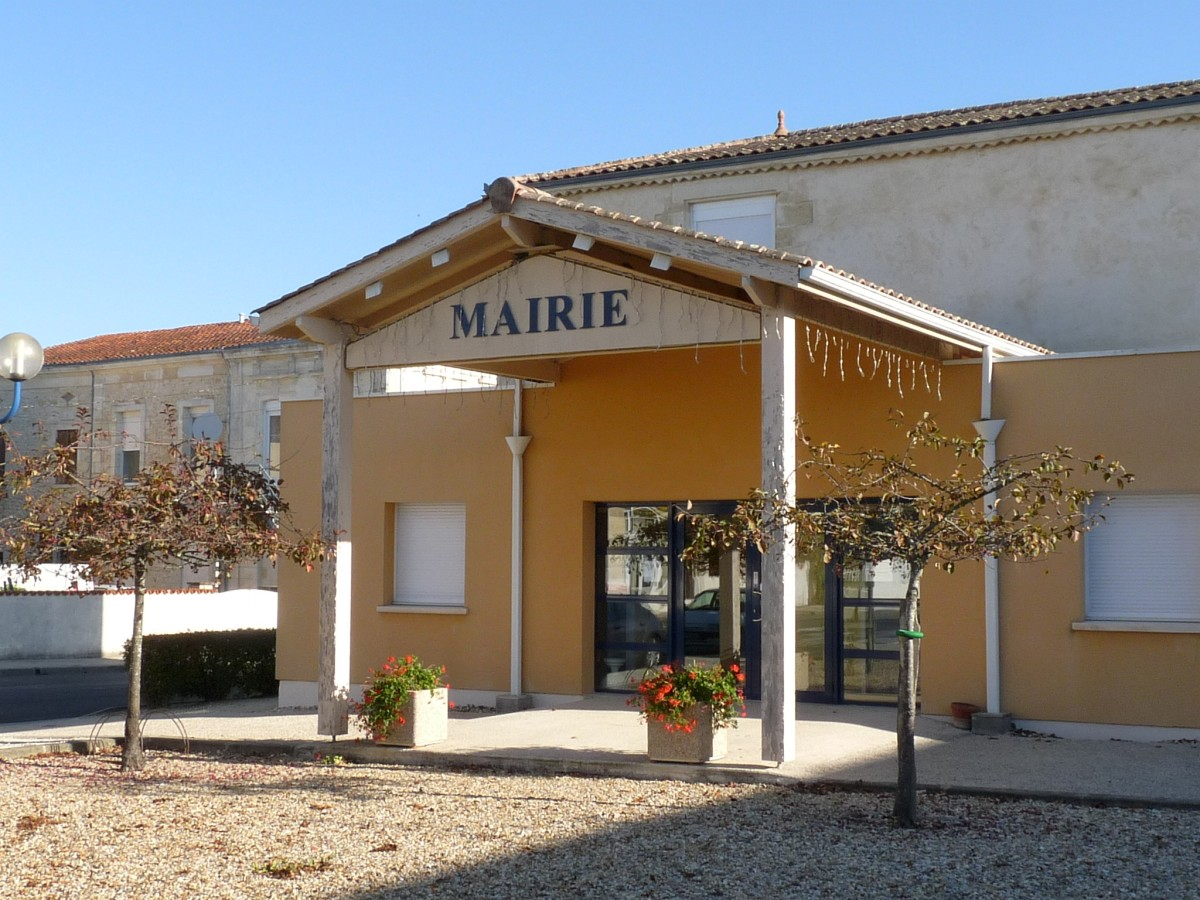
La mairie.

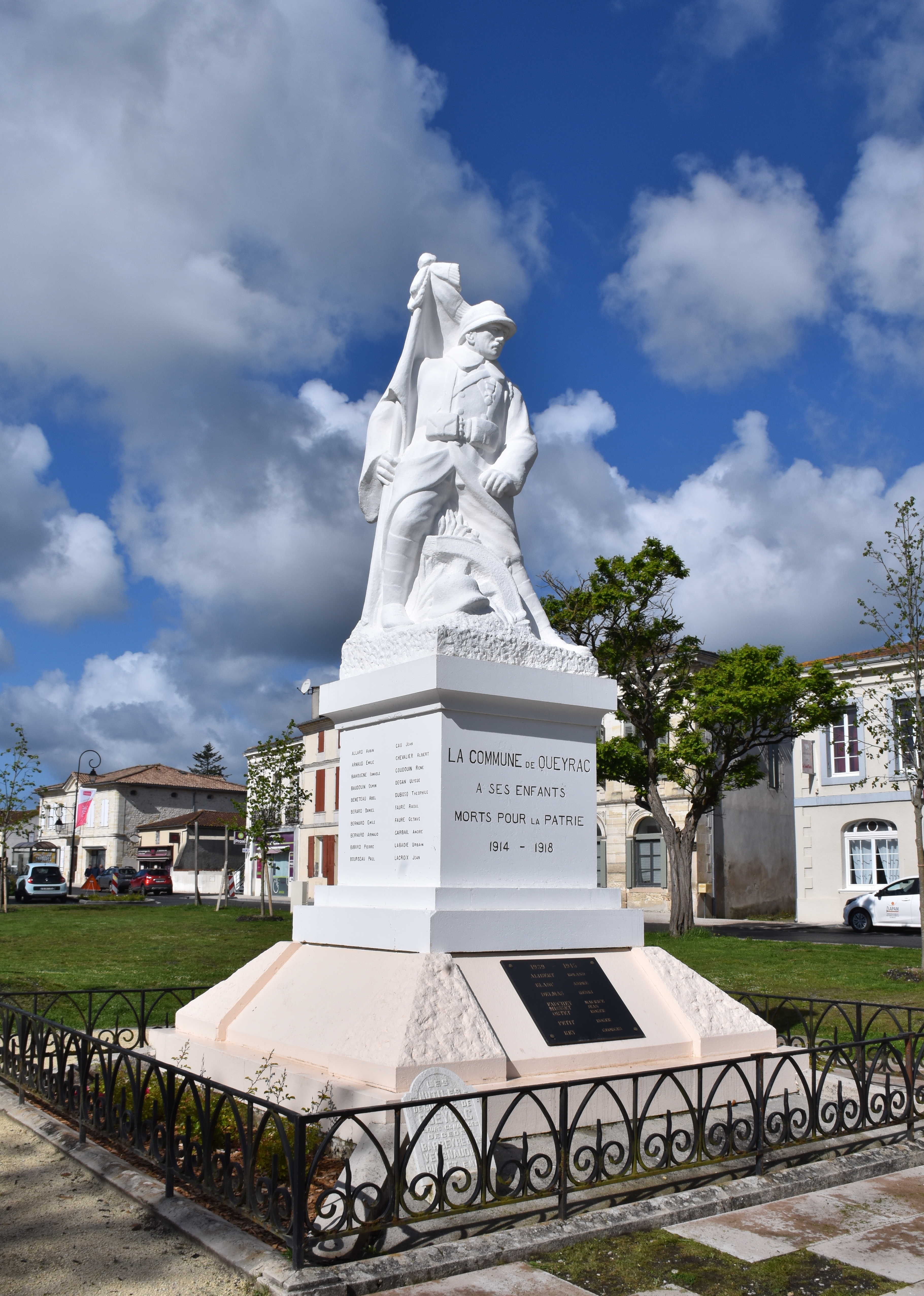
Le monument aux morts.

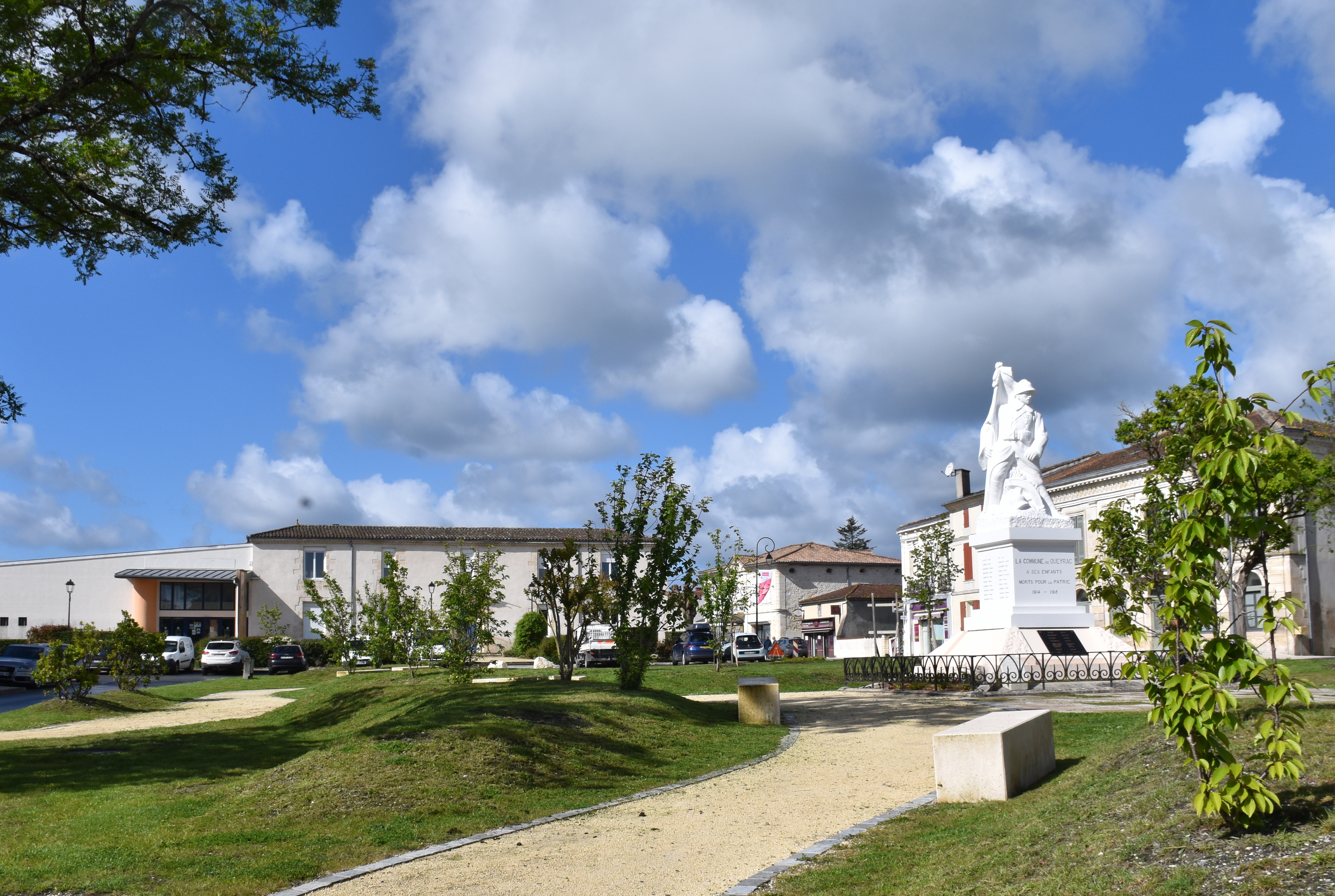
La place de la mairie.

| Période                                  | Période  | Identité                  | Étiquette               | Qualité              |
| ---------------------------------------- | -------- | ------------------------- | ----------------------- | -------------------- |
| avant 1988                               | ?        | Yves Anglade              |                         |                      |
| 2014                                     | En cours | Véronique Chambaud-Berran | Vivre, agir ensemble SE | Agricultrice - Maire |
| Les données manquantes sont à compléter. |          |                           |                         |                      |

## Démographie
L'évolution du nombre d'habitants est connue à travers les recensements de la population effectués dans la commune depuis 1793. Pour les communes de moins de 10 000 habitants, une enquête de recensement portant sur toute la population est réalisée tous les cinq ans, les populations de référence des années intermédiaires étant quant à elles estimées par interpolation ou extrapolation. Pour la commune, le premier recensement exhaustif entrant dans le cadre du nouveau dispositif a été réalisé en 2005.

En 2022, la commune comptait 1 357 habitants, en évolution de −0,88 % par rapport à 2016 (Gironde : +6,91 %, France hors Mayotte : +2,11 %).
| 1793  | 1800  | 1806  | 1821  | 1831  | 1836  | 1841  | 1846  | 1851  |
| ----- | ----- | ----- | ----- | ----- | ----- | ----- | ----- | ----- |
| 2 088 | 1 690 | 1 989 | 2 106 | 2 012 | 1 990 | 1 971 | 1 941 | 1 906 |

| 1856  | 1861  | 1866  | 1872  | 1876  | 1881  | 1886  | 1891  | 1896  |
| ----- | ----- | ----- | ----- | ----- | ----- | ----- | ----- | ----- |
| 1 877 | 1 928 | 1 793 | 1 779 | 1 816 | 1 880 | 1 868 | 1 698 | 1 576 |

| 1901  | 1906  | 1911  | 1921  | 1926  | 1931  | 1936  | 1946  | 1954  |
| ----- | ----- | ----- | ----- | ----- | ----- | ----- | ----- | ----- |
| 1 624 | 1 553 | 1 408 | 1 333 | 1 234 | 1 162 | 1 158 | 1 106 | 1 111 |

| 1962  | 1968  | 1975  | 1982  | 1990  | 1999  | 2005  | 2006  | 2010  |
| ----- | ----- | ----- | ----- | ----- | ----- | ----- | ----- | ----- |
| 1 109 | 1 099 | 1 030 | 1 127 | 1 129 | 1 164 | 1 323 | 1 318 | 1 388 |

| 2015  | 2020  | 2022  | - | - | - | - | - | - |
| ----- | ----- | ----- | - | - | - | - | - | - |
| 1 363 | 1 360 | 1 357 | - | - | - | - | - | - |

## Lieux et monuments

### Patrimoine religieux

#### Église Saint-Hilaire
L'église paroissiale Saint-Hilaire a été construite de 1896 à 1901 par l'architecte Édouard Bonnore. L'ancienne église de Queyrac, dont le dessin a été présenté à la Société le 11 décembre dernier, est aujourd'hui presque entièrement démolie. La tradition du pays en attribue la fondation à Charlemagne, lorsqu'il allait combattre les Sarrasins. L'abside qui datait du XIIIe siècle, contemporaine du clocher, fut détruite au début du siècle. Elle se rapprochait de celle de Bégadan, mais avec des proportions moindres. On l'a remplacée par une abside, romane aussi, mais sans cachet. Le clocher était percé de deux baies pour les cloches et consistait en un mur très épais regardant à l'ouest, au nord duquel s'accrochait une tourelle contenant l'escalier. En bas, entre deux contreforts carrés, se trouvait la porte principale, qui fut modifiée et remplacée en même temps que l'abside. La grande nef était voûtée primitivement; la voûte fut, au commencement du siècle, remplacée par une charpente en bois. Les bas-côtés, qui communiquent avec la grande nef par des arceaux romans, sont plus récents. Les piliers des arceaux n'ont ni chapiteaux, ni moulures, ni sculptures comme en ont ordinairement ceux du XIIe siècle. Ils sont carrés. On ne sait à quelle époque ils furent construits d'autant plus qu'au-dessus d'eux, ou voit trois fenêtres romanes longues et étroites paraissant fort anciennes et qui donnent à l'église une apparence fortifiée. Lorsque la charpente fut faite, ces fenêtres se trouvèrent prises entre la toiture et la voûte en bois des bas-côtés. Devenues alors inutiles, elles furent murées. Elle est inscrite à l'Inventaire général du patrimoine culturel.

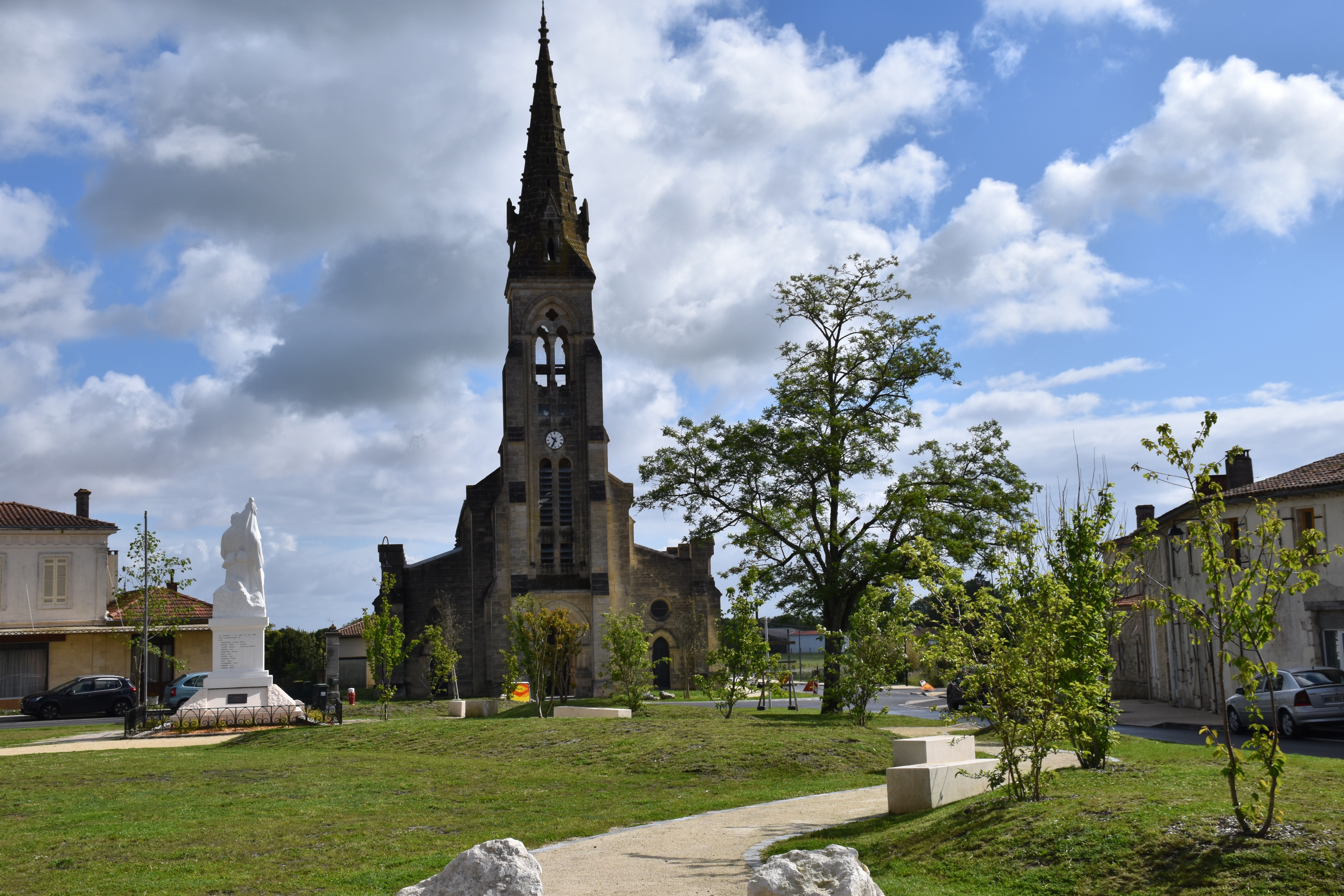
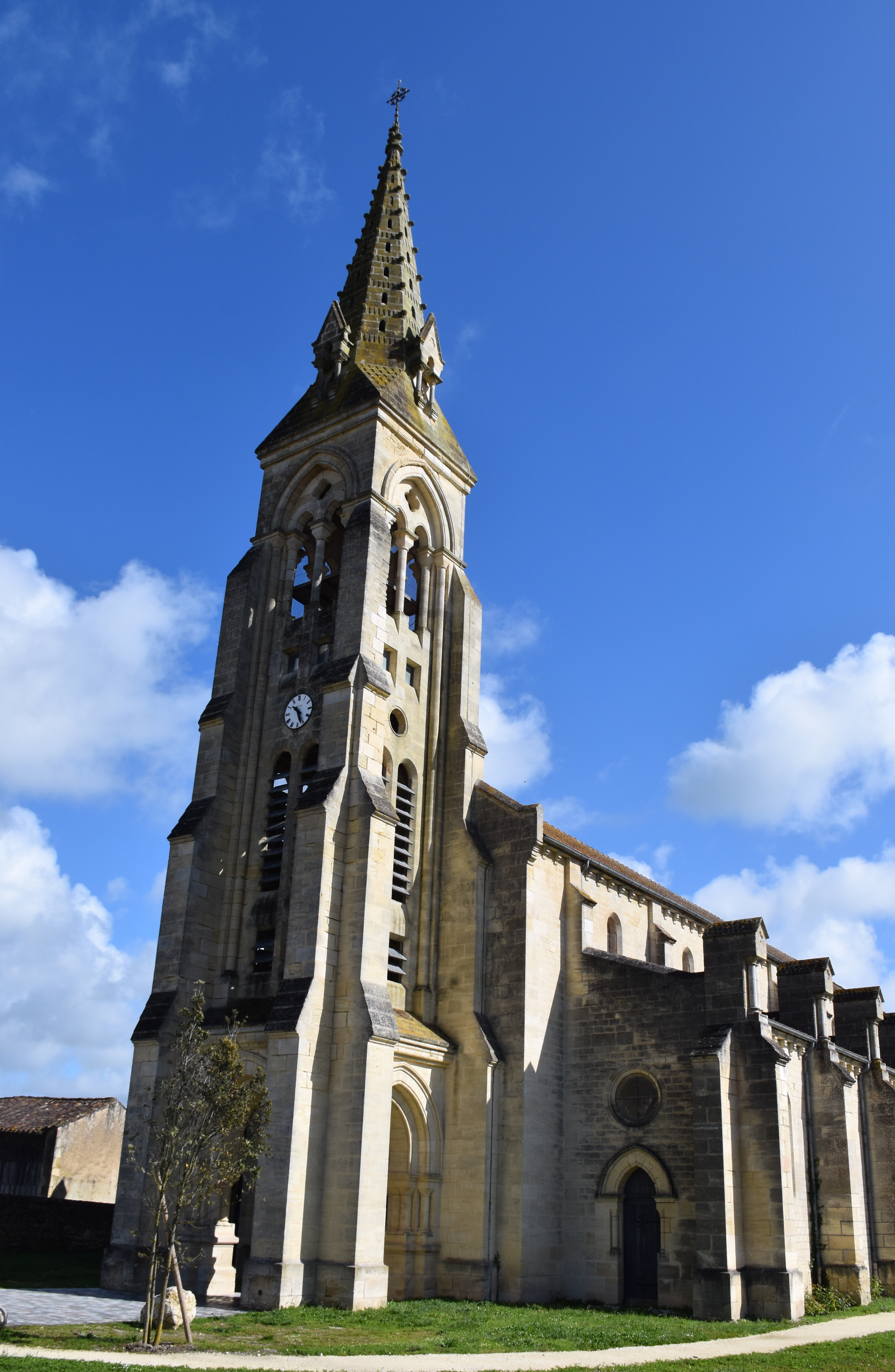
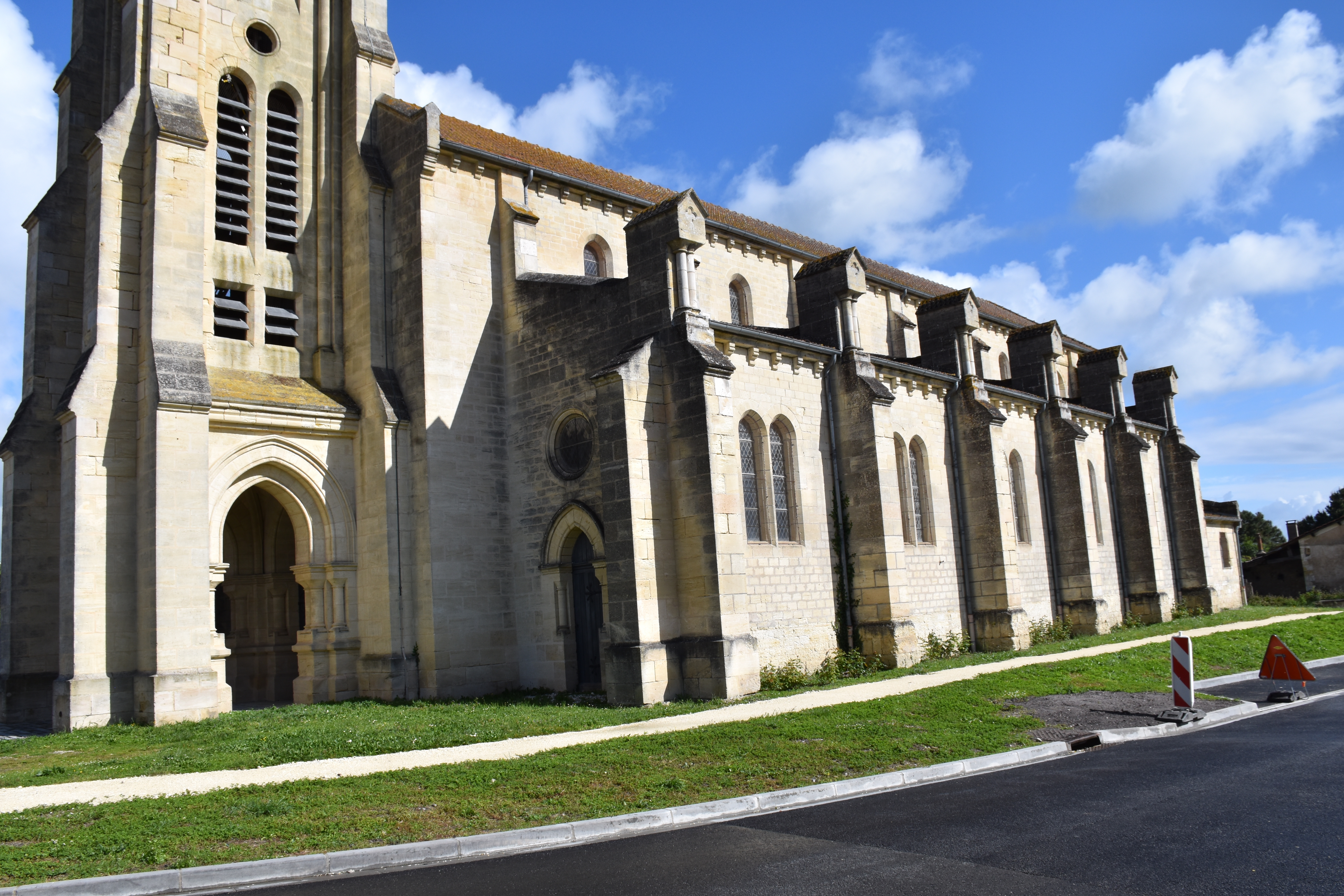
Vue latérale côté sud.
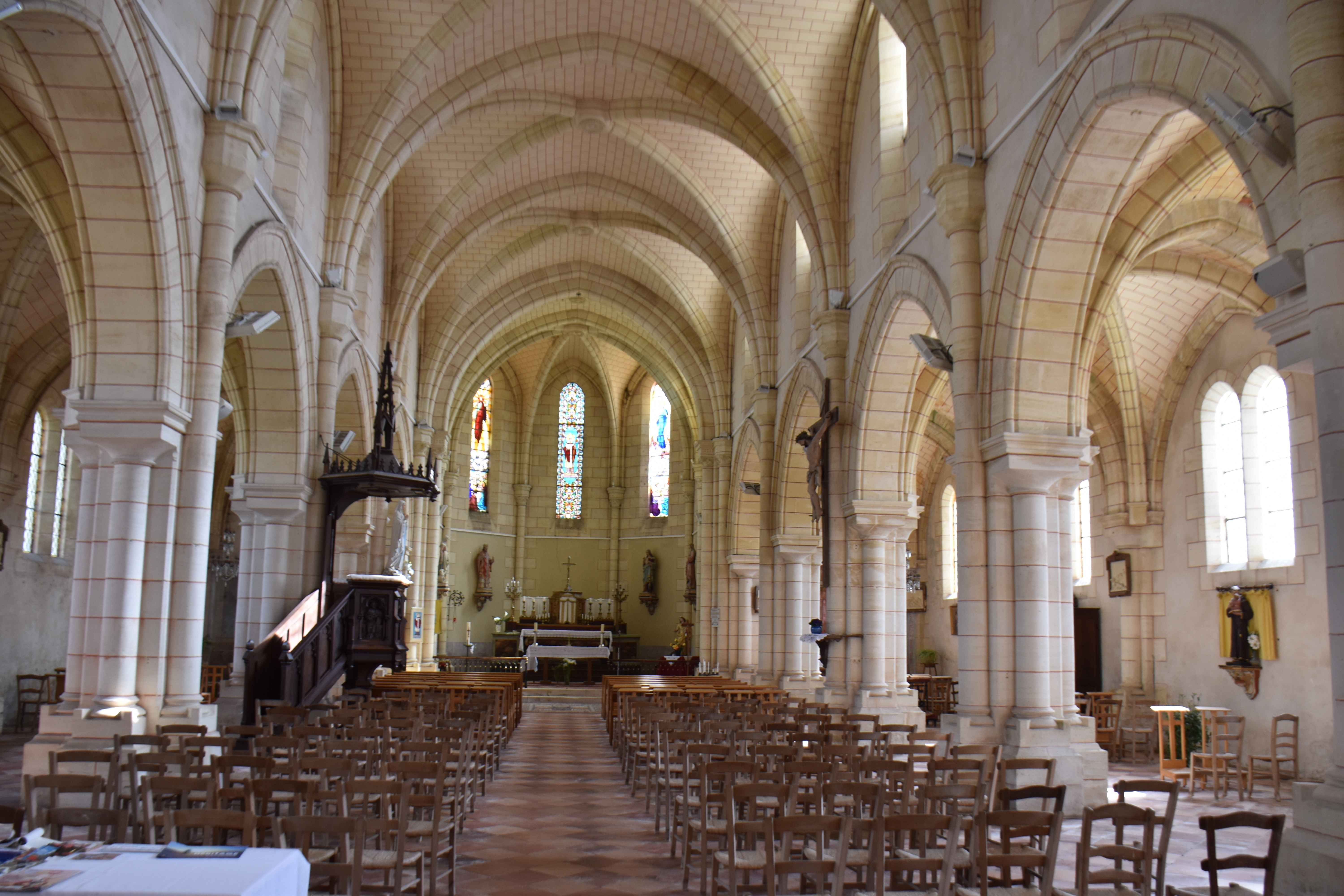
La nef.
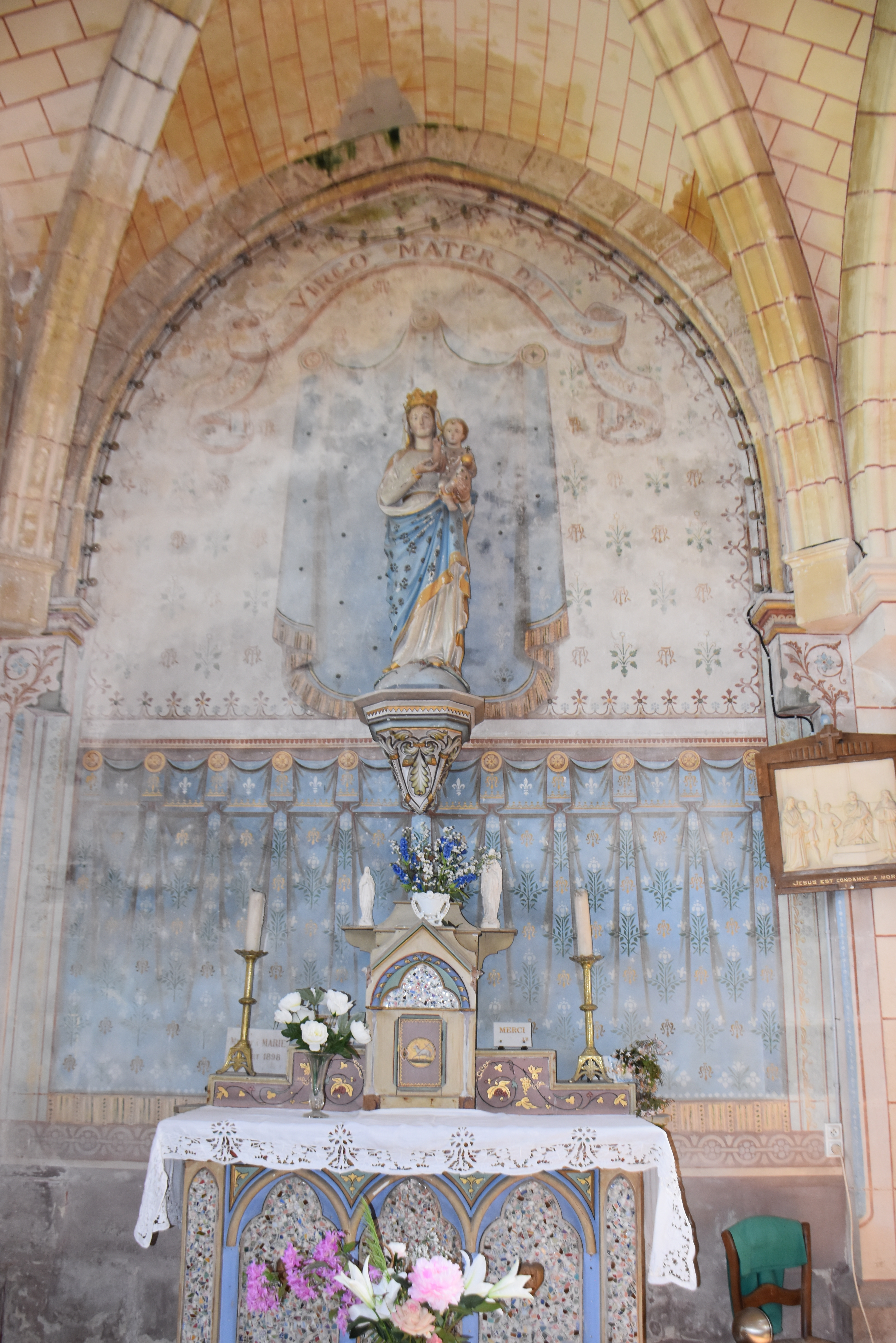
Autel de la Vierge.
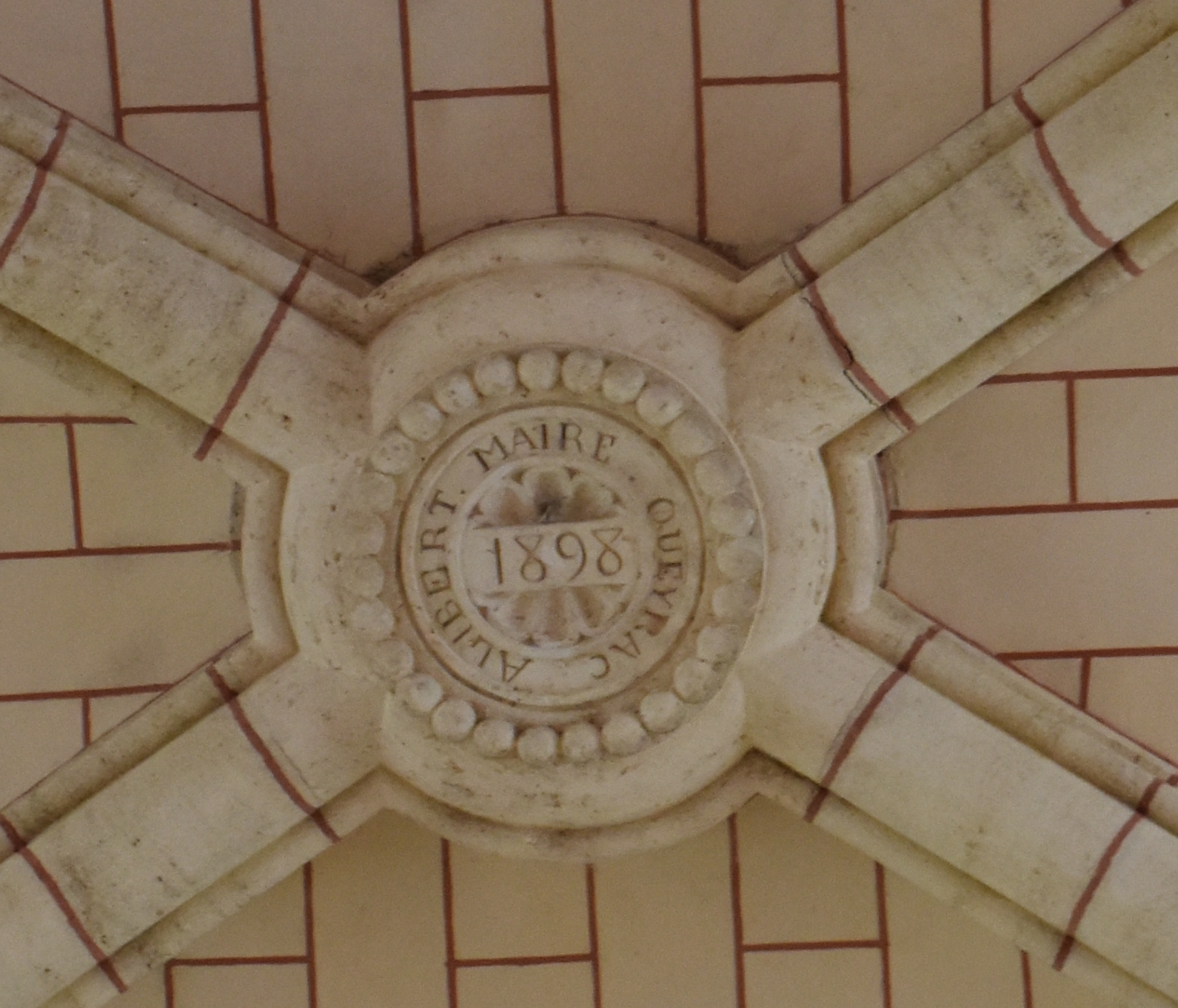
Clé de voûte portant la date de reconstruction de l'église: 1898;.

#### ChapelleSaint-Roch

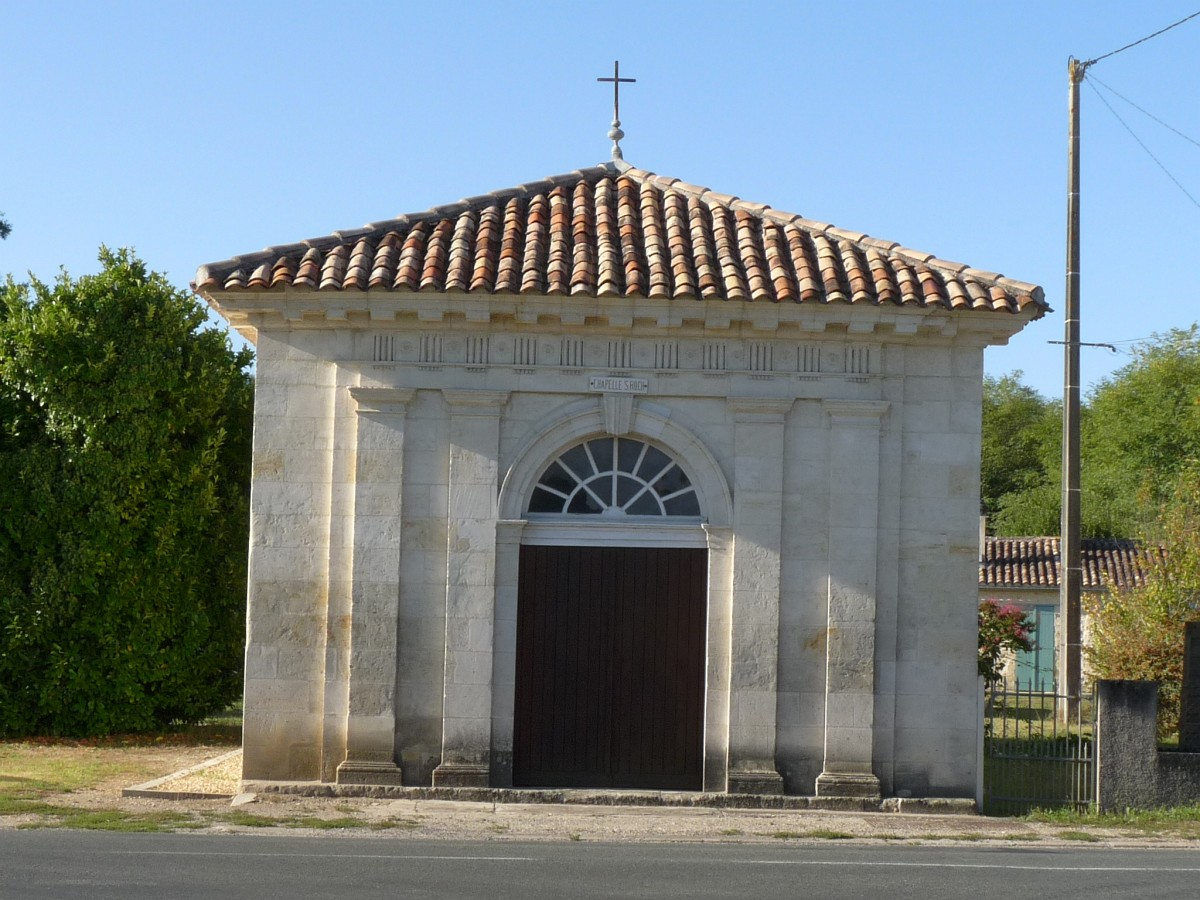
Chapelle Saint-Roch

Datant du début du XIXe siècle et construite en pierre de taille, elle est située à Lescapon.

### Patrimoine civil
- château Bernon, domaine viticole de 16 hectares[31]
- château Carcanieux, domaine viticole de 38 hectares[1].
- château Guidon
- château Layauga-Duboscq, domaine viticole de 13 hectares[32]
- château du Mouva

## Personnalités liées à la commune
- Éric Holder, romancier a résidé dans la commune entre 2005 et son décès en 2019[33].